# Songs of the Humpback Whale (album)
Songs of the Humback Whale (paru en France sous le titre Le Chant des Baleines) est un album de 1970 produit par le bio-acousticien Roger Payne . Cet album a permis de montrer pour la première fois les chants créés par les baleines à bosse et il est devenu l'album de style environnemental le plus vendu de l'histoire, avec plus de 100 000 exemplaires vendus. En sensibilisant à l’intelligence et à la culture des baleines, le succès de l'album a contribué à la création du mouvement d'opinion mondial "Save The Whales (en)" (en français : Sauvez les baleines), qui a amené au moratoire mondial sur la Chasse à la baleine de la Conférence des Nations Unies sur l’environnement.

## Contexte
Roger Payne a travaillé sur l'écholocation des chauves-souris, mais son intérêt pour les chants de baleines ne vient pas de là. À la fin des années 1960, il entend à la radio qu'un marsouin mort s'était échoué sur la plage de Revere dans le Massachusetts (près de l'université Tufts où il travaillait). Il s'y est donc rendu en voiture pour le voir. Il découvrit que des chasseurs de souvenirs avaient déjà coupé les ailerons du cétacé mort, que quelqu'un avait gravé ses initiales sur son flanc et qu'un mégot de cigare avait été enfoncé dans son évent. 
 «J'ai retiré le cigare et suis resté là longtemps avec des sentiments que je ne peux pas décrire. Tout le monde a une expérience similaire qui l’affecte pour la vie, probablement plusieurs. Pour moi, c'était cette nuit. "  - Roger Payne 
 En 1966, Payne entendit parler des enregistrements de baleines de Frank Watlington, un ingénieur de la marine qui, huit ans plus tôt avait enregistré des sons étranges lors d'une mission secrète au large des Bermudes qui avait pour but d'écouter les sous-marins russes grâce à des hydrophones. Payne a demandé des copies des enregistrements et a rapidement fait la découverte surprenante que les sons se répètent parfaitement. Les sons les plus courts ont une durée d'environ six minutes et les plus longues, plus de 30 minutes, et ils pouvaient être répétées de manière continue pendant 24 heures. Lorsque les sons ont été représentés graphiquement, une structure définie a pu être établie. 
Des recherches ultérieures menées par Payne et son épouse de l'époque, Katharine Payne, ont révélé que toutes les baleines d'un même océan (ou du moins les mâles pendant la période de reproduction) chantaient la même chanson. De plus, le chant des baleines changent d'une année à l'autre, mais ne reviennent jamais aux chants antérieurs. Katy a ensuite découvert que les chansons plus longues chantées par les baleines utilisaient l'équivalent de «rimes», avec des structures de notes répétées à intervalles réguliers. Cela soulève la possibilité que les baleines utilisent des moyens mnémoniques pour les aider à se rappeler des chansons plus complexes.

## Accueil
L’album rencontra un succès inattendu, se vendant rapidement à plus de 100 000 exemplaires et finissant par devenir plusieurs fois disque de platine.
En 1979, le magazine National Geographic distribua un enregistrement gratuit gravé sur Flexi disc à 10,5 millions de ses abonnés.
Des extraits du disque figurent dans des chansons de Judy Collins, Léo Ferré, Kate Bush ou dans la suite symphonique And God Created Great Whales (en) de Alan Hovhaness,  et plus tard dans le film Star Trek IV: Le voyage de retour (1986).
Le Chants des baleines fut inclus sur le disque d'or de Voyager, embarqué en 1977 à bord des deux sondes du programme Voyager.
En 1977, Roger Payne a publié un album d'enregistrements supplémentaire, Deep Voices - The Second Whale Record (Capitol ST 11598), incluant des sons d'autres baleines, dont des baleines bleues.

## Liste des pistes
Entre parenthèses et italiques, les noms des pistes tels qu'ils paraissent dans l'édition française de 1978.
1. "Solo Whale" (Chant d'une baleine solitaire) - 9:32 (enregistrement : Frank Watlington)
2. "Slowed-Down Solo Whale" (Ralenti) - 1:05 (enregistrement : Frank Watlington)
3. "Tower Whales" (Messages) - 3:23 (enregistrement : Roger & Katharine Payne)
4. "Distant Whale" (Chant lointain) - 3:55 (enregistrement : Frank Watlington)
5. "Three Whale Trip" (Ballade pour trois baleines) - 16:31 (enregistrement : Roger & Katharine Payne)